# Ошкуково
Ошкуково — село Тугулымского городского округа Свердловской области. Управляется Ошкуковской сельской управой, которая является одним из 13 территориальных органов администрации городского округа. Кроме Ошкуково, ей подчиняются деревни Журавлёва, Полудёнка, Тямкина, Щелконогова и посёлок Щелконоговский.

## География
Село разместилось на северном и частично (одна улица) на южном берегах реки Тугулымки (Коровки или Корявки) к северу от важной федеральной трассы Р351 Екатеринбург — Тюмень и главного пути Транссибирской магистрали (перегон Богданович — Тюмень).
Ближайший населённый пункт — деревня Журавлёва — вплотную примыкает к селу с востока и отделён от Ошкуково лишь небольшим ручьём. На расстоянии менее километра к югу располагаются детский лагерь «Лесная сказка» (бывший пионерский лагерь имени Заслонова, впоследствии принадлежавший ОАО «РЖД» и выставленный на продажу в 2014 году как неиспользуемый), севернее федеральной трассы, и посёлок железнодорожной станции Тугулым на Транссибе, южнее федеральной трассы. На юго-западе, на расстоянии 8 км — станция Бахметское (посёлок Бахметское), откуда на юг, к посёлкам Луговской и Ертарский, ранее уходила тупиковая железнодорожная ветка (ныне разобрана). Приблизительно в 2 км на юго-восток уже начинаются окраины административного центра городского округа — посёлка городского типа Тугулым, который также стоит на Тугулымке и через который проходят трасса на Тюмень и железная дорога (остановочный пункт 2083 км).
Село находится в достаточно лесистой местности, к северу от Тугулымки преобладает берёза, к югу — сосна и берёза. В то же время, в окрестных лесах имеется целый ряд полян и безлесных участков, иногда имеющих названия. На западе, на другом берегу реки — урочища Заимка, Гузнаевский Бор и Низкое. На северо-западе — урочища Хмелевка и Антоновка (в районе истоков Тугулымки). На севере — урочища Большие Борзуны, ещё одна Антоновка, Айбинское, Честяки и лог Красный. На северо-востоке — урочища Мальцевское, Табор, лог Холодники и лог Аникин.
За исключением деревни Журавлёвой, все остальные населённые пункты Ошкуковской управы расположены северо-восточнее и северо-западнее на значительном удалении от села.

### Часовой пояс
Ошкуково, как и вся Свердловская область, находится в часовой зоне МСК+2. Смещение применяемого времени относительно UTC составляет +5:00.

## История

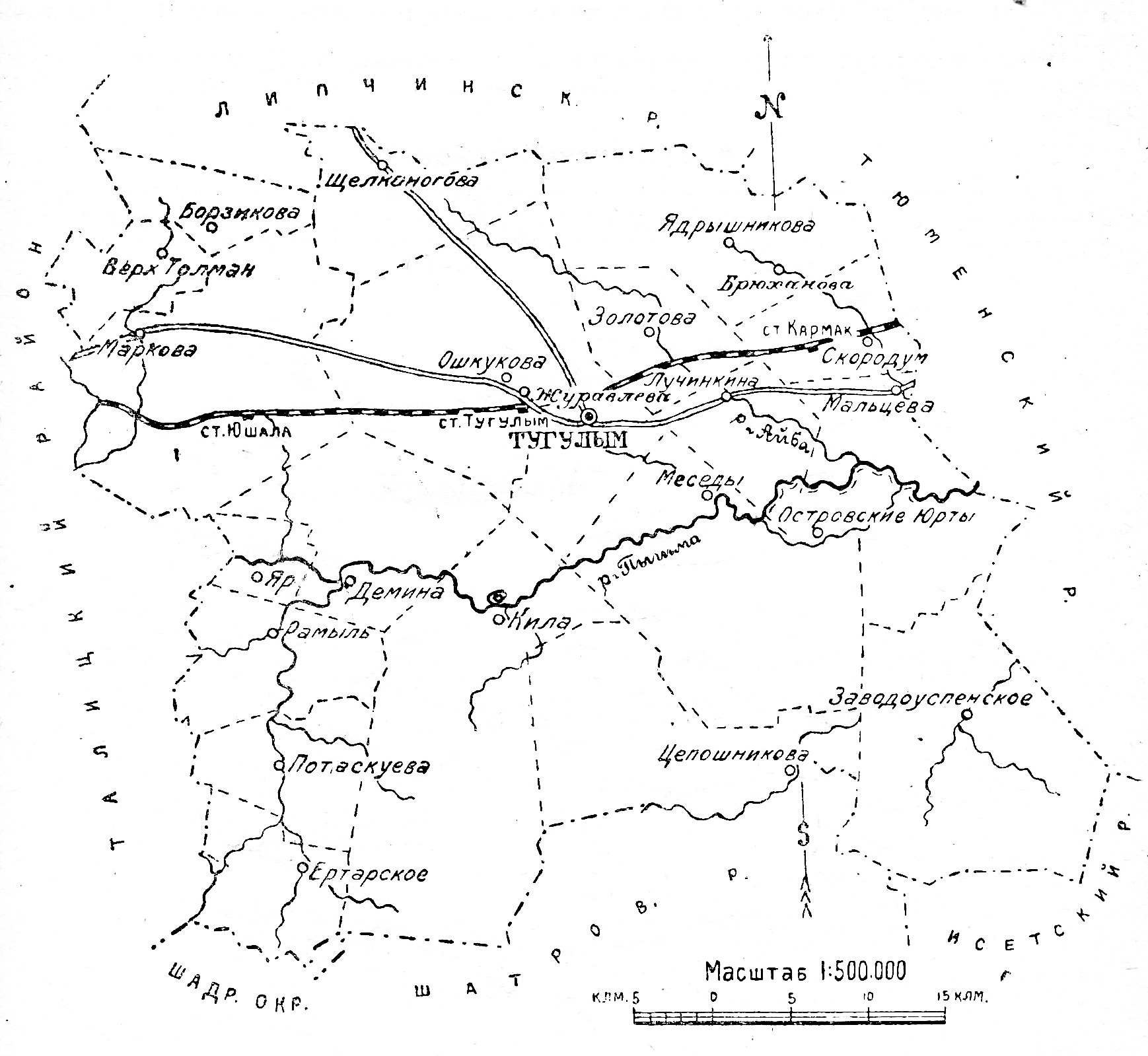
Деревня Ошкукова на карте Тугулымского района Тюменского округа Уральской области РСФСР (1928 год)

В течение длительного времени использовался вариант названия — Ошкукова (с окончанием на -а). Сведения о деревне Ошкуковой «над речкою Ошкуковкою» уже содержатся в Переписной книге Тюменского уезда 1700 года. Деревня входила в состав Тугулымской волости Тюменского уезда Тобольской губернии. По состоянию на конец 1910-х годов (переиздание 1919 года карты И. А. Стрельбицкого, составленной первоначально в 1865—1871 годах), в деревне Ошкоковой было около 50 дворов, и по своим размерам она уступала соседней деревне Журавлёвой, где было 60 дворов. На сегодняшний день имеет место обратная ситуация (Ошкуково больше Журавлёвой и является центром сельской управы).

## Население
| 2002 | 2010 | 2021 |
| ---- | ---- | ---- |
| 724  | ↘706 | ↘623 |

По состоянию на 1981 год, в селе проживало, приблизительно, 790 человек. По данным переписи 2002 года, население села составило 724 человека (346 мужчин, 378 женщин), 94 % населения — русские. По переписи 2010 года, русские составили не менее 92 % населения села.

## Улицы
Улицы села

| Заречная |
| Ленина   |
| Лесная   |

| Молодёжная  |
| Новая       |
| Олимпийская |

| Пионерская |
| Полевая    |
| Светлая    |

## Инфраструктура
- Средняя школа № 31[16].
- Детский сад № 17 «Журавлик»[17].
- Дом культуры.
- Сельская библиотека, филиал № 8[18].
- Ранее в селе располагалась молочно-товарная ферма[4]. В настоящее время в селе находится крупное картофелеводческое предприятие.